# 中島水緒
中島 水緒（なかじま みお、1979年 - ）は、日本の美術批評家。モランディ研究者。

## 概要
1979年、東京都生まれ。美術批評。和光大学人文学部芸術学科卒。
主なテキストに、「「恋愛映画」は誰のためにあるのか――「（500）日のサマー」における「真実」と「言葉」」（私家版、2014年）、「鏡の国のモランディ――1950年代以降の作品を「反転」の操作から読む」（『引込線 2017』、引込線実行委員会、2017年）「前衛・政治・身体──未来派とイタリア・ファシズムのスポーツ戦略」（『政治の展覧会：世界大戦と前衛芸術』、EOS ART BOOKS、2020）、「無為を表象する──セーヌ川からジョルジュ・スーラへ流れる絵画の（非）政治学」（『美術手帖』2022年7月号）など。自身のWebサイトにて、論考「沈黙の形態――1940年代のジョルジョ・モランディ」（2015-16年）、「イタリア近現代美術年表」を公開。

## 引用項目
1. ↑  “描かれた風景写真が追い求める「突然の無意味」とは? 中島水緒評 城戸保「駐車空間 / 絵画建築 / 案山子」展”. 美術手帖. 2022年4月22日閲覧。
2. ↑  “言葉が先か、エクササイズが先か – gallery αM”. 2023年12月11日閲覧。
3. ↑  “中島水緒”. 引込線／放射線 Hikikomisen/Hoshasen. 2022年4月22日閲覧。